# Ruslan Šejchov
Ruslan Šamiljevič Šejchov (* 4. června 1977) je bývalý ruský zápasník–volnostylař lakecké národnosti, který od roku 2006 reprezentoval Bělorusko.

## Sportovní kariéra
Je rodákem z dagestánské horské obce Uri v Lakském okrese. Zápasení se věnoval od útlého dětství. Připravoval se v Machačkale pod vedením Magomeda Dibirova. V ruské volnostylařské reprezentaci se neprosazoval a tak v roce 2003 přijal s tréninkovým partnerem Jusupem Abdusalamovem nabídku reprezentovat Tádžikistán. Na rozdíl od Abdusalamova však v olympijské kvalifikaci na olympijské hry v Athénách neuspěl a vrátil se zpátky do Dagestánu. Záhy se mu však ozvaly představitelé běloruského sportu a od roku 2006 reprezentoval Bělorusko.
V roce 2008 se třetím místem na dubnové první světové olympijské kvalifikaci v Martigny kvalifikoval na olympijské hry v Pekingu, ale záhy byl diskvalifikován za nesportovní chování a dostal roční zákaz startu. Důvodem diskvalifikace byl údajně domluvený zápas o třetí místo s dalším Dagestáncem Šamilem Gitinovem v barvách Arménie.
V roce 2011 se třetím místem na mistrovství světa v Istanbulu kvalifikoval na olympijské hry v Londýně v roce 2012, kde prohrál v úvodním kole ve dvou setech 0:2 s reprezentantem Ázerbájdžánu Chetagem Gozjumovem. Po skončení sportovní kariéry v roce 2013 se věnuje Bělorusku trenérské práci.

## Výsledky
| Turnaj             | 2006 | 2007 | 2008 | 2009 | 2010 | 2011 | 2012 |
| Turnaj             | 29   | 30   | 31   | 32   | 33   | 34   | 35   |
| Turnaj             | -96  | -96  | -96  | -96  | -96  | -96  | -96  |
| ------------------ | ---- | ---- | ---- | ---- | ---- | ---- | ---- |
| Olympijské hry     |      |      | X    |      |      |      | úč.  |
| Mistrovství světa  | 3.   | úč.  |      | 5.   | 3.   | 3.   |      |
| Mistrovství Evropy | 5.   | 2.   | 5.   | 7.   | —    | —    | —    |